# Felip Abàs i Aranda
Felip Abàs i Aranda (Calaceit, Terol, 1777 - Madrid, 1813) va ser un pintor aragonès. Va ser nomenat pintor oficial de l'Ajuntament de Madrid en 1813, poc abans de la seva mort.

## Biografia

### Infància i estudis a Saragossa
Va néixer a Calaceit (Terol) el 30 d'abril de 1777, fill de Manel i Francesca, sent el tercer fill d'aquest matrimoni.
El 1793, amb 16 anys, ingressa a la Reial Acadèmia de Belles Arts de Sant Lluís de Saragossa, fundada l'any anterior. Quatre anys més tard, en 1797, obté el primer premi en Pintura, per la còpia (segons les bases del concurs) del quadre “Samarità” de Michelangelo Buonarroti.
Anys més tard, 1805, la Reial Acadèmia de Belles Arts de Sant Lluís de Saragossa el va nomenar acadèmic supernumerari, grau molt proper al de mestre, sent el primer acadèmic supernumerari d'aquesta corporació.

### Reial Acadèmia de Belles Arts de San Fernando, Madrid
Es traslladà després d'obtenir el primer premi de pintura a Madrid, en 1798 per continuar els seus estudis sota la direcció de Goya a la Real Academia de Bellas Artes de San Fernando.
Va optar als premis organitzats per a la Reial Acadèmia de Belles Arts de San Fernando el 1802 i 1805. En la primera ocasió va ser tercer, després de dos desempats pel segon lloc.

### Vida a Madrid, treball amb Goya
Poc es coneix de la seva vida després de les acadèmies, hi ha documentació de treballs o actuacions puntuals, la qual cosa pot donar una idea de com va ser la seva vida.
- Va actuar com a taxador en 1812 en la partició dels béns del matrimoni Goya - Bayeu que es van considerar ganancials a la mort de Josefa Bayeu.
- Se sap que va contreure matrimoni i que va tenir almenys una filla, ja que una de les seves obres documentades per M. Osorio a "Galeria Biogràfica d'artistes espanyols del segle XIX" es diu Una de les seves filles.
- Se sap de la seva actuació en l'obra Al·legoria de la vila de Madrid de Goya en 1810. En 1812 el medalló amb el retrat del rei Josep I va ser cobert i posteriorment descobert per Felipe Abàs sota la supervisió de l'autor de l'obra.[6]

### Pintor oficial de l'Ajuntament de Madrid i mort.
Poc després del seu treball en l'obra Al·legoria de la vila de Madrid va ser nomenat Pintor Oficial de l'Ajuntament de Madrid, títol lliurat per Goya. Encara en una capital controlada pels francesos i Josep I durant la Guerra del Francès. Va morir dos dies més tard, en data no coneguda però se sap que al moment de la seva mort, tenia 36 anys.
Poc després de la seva mort, el rostre del rei Josep I en el quadre Al·legoria de la vila de Madrid va ser cobert una altra vegada, per un altre deixeble de Goya, en aquesta data ja és segura la mort de Felipe Abás.

## Obra[7]

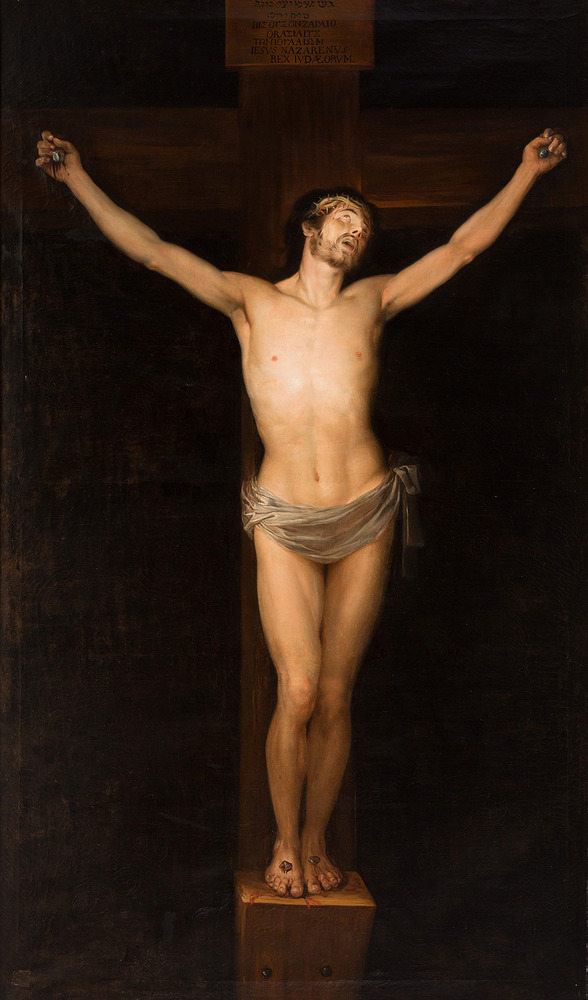
Crist crucificat en l'agonia. 1804. (Museu Camón Aznar, Saragossa).

- Crist crucificat en l'agonia, propietat de la Reial Societat Econòmica Aragonesa d'amics del País.[8][9]
- Santa Orosia, Església parroquial de Calaceit, destruït durant la guerra civil de 1936.
- Samarità (1797), còpia, obra que li atorgo el primer premi en pintura en la Reial Acadèmia de Belles arts de Sant Lluís, Zaragoza, Museu provincial de Saragossa.
- Retaule de Sant Josep, en alguna església d'Aragó (desconeguda la població).
- Obres documentades que van pertànyer a la seva família i actualment desaparegudes:
  - Papa Sant Gregori.
  - Retrats del Príncep Ferran (posteriorment rei) i la seva esposa (Maria Antònia de Nàpols).
  - Dos autoretrats.
  - Retrat d'una de les seves filles.
- Retrat de Mateo del Castillo (1808), Actualment en una col·lecció particular, documentat pel secretari de l'Ajuntament de Santander, procedent el quadre de Renedo (Cantàbria).
- Retrat masculí, del cos d'enginyers i per la descripció molt similar a l'anterior. Museu provincial de Saragossa.